# Madden NFL '95
Madden NFL '95 est un jeu vidéo de football américain sorti en 1994 et fonctionne sur Mega Drive, Super Nintendo, Game Boy et Game Gear. Le jeu a été développé et édité par Electronic Arts.

## Accueil
- Electronic Gaming Monthly : 8,8/10 (SNES)[Note 1],[1]